# Adelosemia
Adelosemia is een geslacht van vlinders van de familie snuitmotten (Pyralidae), uit de onderfamilie Phycitinae.

## Soorten
- A. crepusculella Lederer, 1870
- A. incredibilis Staudinger, 1879
- A. odontella Ragonot, 1893
- A. rubricantella Joannis, 1913
- A. satanella Ragonot, 1887
- A. subsoritella Ragonot, 1887